# Nancy Wilson-Pajic
Pour les articles homonymes, voir Pajic.
Nancy Wilson-Pajic, née en 1941 à Peru (Indiana, États-Unis), est une plasticienne et photographe franco-américaine.

## Biographie
Nancy Wilson-Pajic étudie l'art, la psychologie et la littérature dans l'Indiana. Elle obtient une maîtrise en arts plastiques à la Cooper Union à New York en 1972, puis s'installe à Paris.
Elle commence son travail sur les nouveaux médias au milieu des années 1960 à New York, avec des enregistrements de ses performances et des installations de textes enregistrés in situ dans l'environnement de tous les jours.
En 1973, invitée à participer à une série de performances à Artists Space à New York, elle installe des textes enregistrés qui traitent des sujets tels que la célébrité artistique (Limelight) et la vie de tous les jours des femmes (Visiting Hour). elles créeront une polémique sur la scène de l'art américain.
Nancy Wilson-Pajic est l'une des fondatrices de la première galerie coopérative d'artistes femmes aux États-Unis, la A.I.R. Gallery. Elle s'implique activement dans des espaces alternatifs avec des œuvres qui ne sont pas encore acceptées dans des environnements plus traditionnels. Une exposition personnelle en 1974, à la galerie 112 Greene Street Gallery (voir Moore 1974), l'introduit sur la scène avant-garde internationale, où elle joue un rôle important tout au long des années 1970 avec des installations texte-son et des œuvres narratives féministes (My Grandmother's Gestures), sous le nom Nancy Wilson Kitchel. (Day, 1992)
En 1979, elle déménage à Paris et commence une recherche sur l'influence de la photographie sur notre compréhension des œuvres documentées, spécifiquement sur la tendance de l'image à donner aux contenus difficiles une forme plus conventionnelle. Elle commence à expérimenter avec des procédés de tirage photographique (notamment la gomme bichromatée et le cyanotype) en explorant des relations entre techniques, sujets, séquences et texte. Sa première exposition personnelle dans un contexte de photographie est au Musée national d’Art moderne à Paris en 1983. (Chichet, 1997, p. 43)
À partir des courtes phrases dans la série de grands formats V.O. Soustitré 1985-88, le texte reprend rapidement sa position dominant dans son propos.
Elle résume ses expériences sur l'image dans trois rétrospectives majeures : au musée Cantini (1990), au Musée national d'art moderne-Centre Georges Pompidou (1991), et une double rétrospective d'œuvres photographiques et installations dans deux musées à Aurillac (1992). Elle crée, en collaboration avec Slobodan Pajic, des photogrammes de figures humaines (Falling Angel) au cyanotype et de grand format à partir de vêtements des collections muséales et des robes de Christian Lacroix Haute-Couture (Les Apparitions et Les Déesses).
À partir de 2000, elle reprend son travail dans l'espace avec la création d'ensembles et d'installations d'objets ordinaires et textes et elle continue d'explorer les relations entre texte, contexte et espace.
Son travail est présent dans des collections publiques et muséales à travers le monde, notablement au Musée national d’art moderne à Paris, au Nouveau musée national de Monaco, au Dailim Museum à Seoul, l'Artphilein Foundation, au musée des Beaux-Arts du Liechtenstein à Vaduz, le Museet for Photokunst à Odensee, à la Moscow House of Photography, au Fonds national d'art contemporain à Paris), à la Moderna Galerija de Slovénie, au musée Cantini de Marseille, et autres.
Elle est nommée chevalier de l'ordre des Arts et des Lettres en 1996.

## Expositions individuelles
- 1967 : Jericho, Media Center
- 1971 : Ludlow Street Studio, New York
- 1973 : A.I.R. Gallery, New York
- 1973 : Artists Space, New York
- 1974 : 112 Greene Street Gallery, New York
- 1974 : GalleriaForma, Genoa
- 1974 : Artists Space, New York
- 1974 : Galerie Germain, Paris
- 1975 : A.I.R. Gallery, New York
- 1976 : Franklin Furnace Archives, New York
- 1976 : M.L. D'Arc Gallery, New York
- 1977 : Herbert List Arts Center, Providence
- 1977 : Galerie Germain, Paris
- 1983 : Musée national d'art moderne, Centre Georges-Pompidou, Paris
- 1985 : Galerie Michèle Chomette, Paris
- 1986 : Mala Galerija, Museum of Modern Art, Ljubljana
- 1987 : FIAC, Grand Palais, Paris
- 1988 : Galerie Michèle Chomette, Paris
- 1990 : Musée Cantini, Marseille (Rétrospective)
- 1990 : CIRCA, La Chartreuse de Villeneuve-lez-Avignon
- 1991 : Musée national d'art moderne, Paris (Rétrospective)
- 1992 : Centre d'Art, La Sellerie, Aurillac (Rétrospective)
- 1992 : Musée d'Art et de l'Archéologie, Aurillac
- 1993 : Centro Galego de Artes da Imaxe, Coruna
- 1994 : Musée territorial de la Nouvelle-Calédonie, Nouméa
- 1995 : In Vitro, Paris
- 1996 : Maison du Livre de l'Artiste contemporain, Domart
- 1996 : Maison de l'Art et de la Communication, Sallaumines
- 1997 : Galerie Françoise Paviot, Paris
- 1999 : Le Lieu, Lorient
- 1999 : Tour des Templiers & Villa Noailles, Hyères
- 2002 : Barry Singer Gallery, Petaluma (San Francisco)
- 2002 : Galerie Françoise Paviot, Paris
- 2003 : ArtChicago, Stephen Daiter Contemporary
- 2003 : Shine Gallery, Londres
- 2004 : Galerie Françoise Paviot, Paris
- 2008 : Hoppen Gallery, Londres
- 2018 : Galerie Miranda, Paris